# Gladijus
Gladius (lat.: glădĭus) je latinska riječ za mač i korištena je da predstavlja primarni mač vojske antičkog Rima. Raniji rimski mačevi su bili slični onima koji su koristili Grci. Od 3. stoljeća pr. Kr. su Rimljani usvajali mačeve slične onima koji su koristili Keltiberci i drugi tijekom ranog dijela osvajanja Hispanije. Taj mač je bio poznat pod imenom Gladius Hispaniensis, ili "španjolski mač".
Skroz opremljeni rimski legionar je imao štit (scutum), koplje (hasta ili pilum), mač (gladius) i nož (pugio). Uobičajeno, koplje se bacalo da bi se onesposobio štit neprijatelja prije bliske borbe, u čemu bi gladius onda nastupao. Drška se izrađivala od kosti (slonovače) i drveta, a oštrica od čelika.